# 马尔滕·克洛斯特曼
马尔滕·克洛斯特曼（荷蘭語：Maarten Kloosterman，1942年8月27日—），荷兰男子赛艇运动员。他曾代表荷兰参加世界赛艇锦标赛，获得一枚铜牌。他也曾参加1968年夏季奥林匹克运动会。